# Abdelmajid Chetali
  Abdelmajid Chetali  (àrab: عبد المجيد الشتالي)  (Sussa, 4 de juliol de 1939) és un exfutbolista tunisià de la dècada de 1960 i entrenador.
Fou internacional amb la selecció de Tunisia.
Pel que fa a clubs, destacà a Étoile du Sahel.
Un cop retirat fou entrenador de Tunísia, a qui dirigí al Mundial de 1974 i a clubs com Étoile du Sahel.
- 1970-1975: Étoile du Sahel
- 1975-1978:  Tunísia
- 1988:  Bahrain
- 2004-2005: Étoile du Sahel